# クラーク空軍基地
クラーク空軍基地（クラークくうぐんきち、英語: Clark Air Base）は、フィリピンの首都マニラの北西約60km、ルソン島のパンパンガ州アンヘレスの北西部に存在するアメリカ空軍の基地。
基地名は、1919年にパナマ運河近くで水上機の事故で亡くなった、ハロルド・M・クラーク少佐の名からとられた。

## 歴史
1903年の開設後、フィリピンにおけるアメリカ軍の重要な拠点とされ、第二次世界大戦時には1942年に大日本帝国海軍が占領し、「クラーク北」「クラーク中」「クラーク南飛行場」「クラークフィールド飛行場」「マバラカット飛行場」「マルコット飛行場」「バンバン飛行場」など複数の飛行場群を設置、運用した。これらはフィリピン基地航空隊の中心的存在であった。
1941年12月8日に太平洋戦争が開戦すると、日本軍はクラーク・フィールド飛行場などにも攻撃を加えはじめた。同年12月14日、アメリカ陸軍省は飛行場が爆撃を受けたことを認めている。その後、上陸した日本軍が一帯を占領して飛行場を再開、運営した。1944年10月には、最初の神風特別攻撃隊がマバラカット飛行場より発進している。1945年1月、アメリカ軍がルソン島に上陸し、激しい戦いの後、アメリカが再占領した。
1947年3月14日、アメリカ合衆国とフィリピンは、1991年9月までクラーク空軍基地の使用を規定した軍事基地協定を調印した。
1975年のベトナム戦争時は、アメリカ空軍にとって重要な出撃地の1つであった。ピークは1990年頃で、15,000人もの人口を抱え、学校、レストラン、映画館、百貨店、ホテル、ゴルフ場、放送局などの施設が完備され、商業エリアと住宅エリアとに分かれていた。アメリカ国外では最大の米軍基地で、F-4E/Gなどが配備されていた。
基地の使用期限延長に関する交渉中の1991年4月、20kmほどしか離れていないピナトゥボ山が活動し始めた。クラーク空軍基地は、ピナトゥボ山から過去の大噴火で噴出した火砕流や火山灰が積もって出来た平野にあるため、大きな被害を受けることが予想された。6月に入って本格的な噴火が始まり、兵員の大半とその家族は、スービック海軍基地へ避難した。噴火のピークは6月15日で、火砕流が基地の近くにあった演習場を埋め尽くし、基地自体の敷地にも侵入した。航空機の格納庫を含む多くの建物が、屋根に降り積もった火山灰の重さで倒壊した。当時の冷戦終結という環境変化もあり、基地の使用期限延長はなされず、アメリカ軍はクラーク空軍基地の放棄を決定し、スービック海軍基地と共に、1991年11月26日にフィリピン政府に返還された。
返還後、基地の跡地はフィリピンのクラーク経済特別区 (CSEZ) に転換され、フィリピン空軍が管理することになったが、2012年に米軍が駐留を再開したことから米軍基地として復帰した。